# 奧布沙河
奧布沙河是俄羅斯的河流，屬於梅扎河的左支流，由斯摩棱斯克州和特维尔州負責管轄，河道全長153公里，流域面積約2,080平方公里，發源自斯摩棱斯克高地，河水主要來自融雪，每年十一月至翌年四月結冰。